# Vollkommenheit
Vollkommenheit bezeichnet einen Zustand, der sich nicht noch weiter verbessern lässt. Vollkommen nimmt dabei eine Mehrfachbedeutung an: einerseits im Sinne von Makellosigkeit (lateinisch integritas), also ein von Beschädigungen freier Zustand, andererseits im Sinne von zum Vollen kommen bzw. Vollendung (lateinisch perfectio), also als finales Ergebnis einer abschließbaren Serie von Verbesserungen als absolute innere Zweckmäßigkeit. Gemein ist diesen beiden Bedeutungen der Kontext von Unübertrefflichkeit – der makellose bzw. vollendete Zustand ist jeweils ein Maximum des jeweils Erreichbaren – hierin erinnert er an das Begriffsfeld Ideal.

## Geschichte
Das antike bzw. mittelalterliche Konzept der Vollkommenheit kreist um den Begriff der Entelechie: Die vollkommene Entität ist eine Ganzheit, die darin gründet, dass alle ihre Teile einem gemeinsamen, „ergänzenden“ Zweck unterworfen sind. Platons Timaios beschreibt einen vollkommenen Körper als ein in sich geschlossenes und geordnetes und daher schönes Ganzes, das sich nicht weiter verändern kann (und muss) und nichts Seiendes außer sich hat. Diese letzte Eigenschaft wird bei Aristoteles als die zentrale genommen; vollkommen ist „das, außerhalb dessen sich auch nicht ein einziger Teil finden lässt“ (Metaph. 4,16,1021bsq.). Vollkommen wird ein Objekt im Allgemeinen, indem es eine verbessernde Veränderung durchläuft, bei der ein zunächst auf ein außer sich gerichtetes Telos schließlich vollständig auf sich gerichtet ist und damit Selbstzweck wird. In der Ethik steht bei Aristoteles die Arete für sittliche Vollkommenheit. Von Thomas von Aquin stammt die Differenzierung des Vollkommenheitsbegriffs in Makellosigkeit und Vollendung (integritas sive perfectio). 
Spätestens seit Thomas von Aquin ist Vollkommenheit auch ein klassisches Attribut Gottes. Dessen absolute Vollkommenheit ist ewig d. h. ungeworden und unverlierbar. Da es in Gott keine Akzidenzien gibt, hat Gott nicht die Vollkommenheit als Eigenschaft, sondern ist (wesensmäßig) vollkommen, ja die Vollkommenheit bzw. das Sein selbst (siehe Natürliche Theologie).
Das moderne Konzept der Vollkommenheit entstammt den idealistischen Strömungen des 18. Jahrhunderts und ist eng an den Begriff des Fortschritts geknüpft. Bei Immanuel Kant und seinen Vorgängern Christian Wolff und Alexander Gottlieb Baumgarten ist Vollkommenheit ein Begriff der Ontologie: Sie bezeichnet die Vollständigkeit eines Seienden als Zusammentreffen aller möglichen Bestimmungen eines Gegenstands zu einer harmonischen Einheit oder Ordnung. Das Vollkommene ist ein „Volles“, eine Fülle möglicher Anteile, zu der kein weiterer Anteil mehr fehlt. Charakteristisch ist für das Vollkommene daher, dass es keiner weiteren Sache bedarf und daher a) vollständig autonom und b) keiner weiteren Entwicklung mehr fähig und somit zeitenthoben ist. Da sich zu jedem real Seienden, sofern es endlich ist, prinzipiell eine mögliche Ergänzung finden lässt, können demnach vollkommene Sachverhalte nur im Reich der Abstraktion oder bei Gott gefunden werden. Im Bereich des Endlichen hingegen wird Vollkommenheit eine regulative Idee; ein Zustand, der zwar nicht erreicht werden kann, aber unbedingt angestrebt werden muss – dies ist die ethische Perfektibilität des Menschen.
Die Idee des Nichts wurde im Laufe der Geschichte immer wieder mit der Idee der Vollkommenheit in Verbindung gebracht: „Drum besser wär’s, dass nichts entstünde.“